# Walahfrid Strabo
Walahfrid von der Reichenau (lub Walahfried), zwany Zezowatym (łac. Strabo) (ur. ok. 808/809; zm. 18 sierpnia 849) – mnich benedyktyński, poeta i teolog. Opat klasztoru na wyspie Reichenau (838, 842–849).

## Życie
Walahfrid pochodził z ubogiej rodziny mieszkającej nad Jeziorem Bodeńskim. Uczęszczał do szkoły przyklasztornej w Reichenau, a jego nauczycielami byli Tatto, Erlebold i Wettin. Następnie studiował w szkole klasztornej w Fuldzie, gdzie uczył się pod kierunkiem Hrabana Maura, jednego z najbardziej wpływowych pisarzy i nauczycieli czasów Karolingów.
W latach 829–838 sprawował funkcję wychowawcy księcia Karola II na dworze Karolingów. W 839 cesarz Ludwik I Pobożny mianował go opatem klasztoru Reichenau. Tam w 824 Walahfrid napisał Visio Wettini, dokumentując łacińskim heksametrem mistyczne doświadczenie swojego nauczyciela Wettina. Tym samym stworzył jedną z pierwszych poetyckich wizji średniowiecznego pojmowania świata. W 827 napisał Liber de cultura hortum (pol. O pielęgnacji ogrodu), również znane jako „Hortulus”, jedno z najbardziej znaczących dzieł botanicznych średniowiecza, opisujące 23 rośliny lecznicze oraz ich zastosowanie.

## Prace
- De cultura hortum (pol. O pielęgnacji ogrodu)- wydanie łacińsko-niemieckie: Über den Gartenbau, Reclam, Stuttgart, 2002 ISBN 3-15-018199-2
- Rękopisy:
  - Codex Vaticanus Reginensis Latinus 469 (C)
  - Codex municipii Lipsiensis Rep. I n. 53 (L)
  - Codex Vaticanus Palatinus Latinus 1519 (K)
  - Codex Monacensis Latinus 666 (M)
- Starodruki:
  - Strabi Galli, poeta et theologie doctissimi, ad Grimaldum Coenobii S. Galli abbatem Hortulus, Wiedeń 1510; reprint Monachium, 1926; reprint Reichenau, 1974
  - Strabi Fuldensis monachi, poetae suavissimi, quondam Rabani Mauri auditoris, Hortulus, nuper apud Helvetios in S. Galli monasterio repertus, qui carminis elegantia tam est delectabilis quam doctrinae cognoscendarum quarundam herbarum varietate utilis, Nütnberg, 1512; Bazylea, 1527; Freiburg, 1530 jako załącznik do dzieła Odo von Meungs, De herbarum virtutibus, opatrzonego komentarzem Johannesa Atrocianusa Scholia in Strabi Hortulum
- Visio Wettini (pol. Wizja Wettina)- wydanie łacińsko-niemieckie: Die Visionen Wettis; Einführung, Mattes, Heidelberg, 2004 ISBN 3-930978-68-7
- Vita (III) S. Galli. (Wydanie: MGH Scriptores rer. Merov. 4)
- Vita sancti Otmari- powstałe w latach 834–838 opracowanie oryginału Gozberta z 830 r.
- Libellus de exordiis et incrementis quarundam in observationibus ecclesiasticis rerum – wydanie łacińsko-angielskie pod red. Alice L. Harting-Correa. Brill, Leiden u. a. 1996, ISBN 90-04-09669-8
- Metrum Saphicum - wydanie łacińsko-niemiecko-allemańskie: Bruno Epple, Lob der Reichenau, Gessler, Friedrichshafen, 2001, ISBN 3-86136-051-9
- Zwei Legenden. Mammes der christliche Orpheus; Blathmac der Märtyrer von Ioan, Thorbecke, Sigmaringen, 1997 ISBN 3-7995-0441-9